# Гегамске планине
Гегамске планине (јерм. Գեղամա լեռնաշղթա) или скраћено Гегам је планинска висораван вулканског порекла, смештена у источном делу Јерменске висоравни, на граници између јерменских марзова Котајк и Гехаркуник. Дужина ланца који се протеже од севера ка југу је 70 км, а просечна ширина око 48 км. Планине су састављене од излива лаве плеистоценске и холоценске старости. 
Планина представља развође које раздваја језеро Севан на истоку и притоке Аракса и Храздана са севера.
Просечна надморска висина целог ланца је око 2.500 метара, а највиши врх је угашена вулканска купа Аждахак у северном делу (3.597 м) у близини којег се налази малено језеро Акна типа горске очи које се храни топљењем снега. Други по висини је врх Спитакасар на 3.660 метара. У целом подручју налази се 27 вулканских угашених купа.
Раније је ово планинско подручје било познато под именом Ахманган а садашње име води порекло од праункука легендарног јерменског претка Хајка, Гегама.
Доказ најранијих људских насеља на овом подручју су бројни петроглифи пронађени на стенама на надморској висини измђе 2.600 и 3.200 метара. На тим праисторијским сликама углавном доминирају мотиви везани за свакодневне људске активности, попут лова, битака или плесова, а бројни су и симболи који представљају разна божанства, митолошке појаве али и небеска тела.
Живи свет је представљен са преко 250 врста птица или око 70% целог птичијег фонда Јерменије. 
Југоисточни обронци Гегама обухватају подручје у јерменској историји познате Хосровске шуме која је по легенди најстарија вештачки створена шума на свету. Засађена је у 4. веку по наредби краља Хосрова Котака.

## Галерија
- Језеро у кратеру Аждахака